# Gare de Dole
Gare de Dole – stacja kolejowa w Dole, w departamencie Jura, w regionie Burgundia-Franche-Comté, we Francji. Położona jest na linii Dijon-Vallorbe i Dole-Belfort. Została otwarta w 1855. Jest obsługiwana przez pociągi TGV, TER Franche-Comté, Artesia.